# 美國醫師執照考試第一階段
美國醫師執照考試第一部（英語：United States Medical Licensing Examination Step 1），在醫學界里，一般人簡稱為USMLE Step 1或Step 1。
第一階段為基礎醫學考試，總共有7個部分，試程為8個小時，總共350道選擇題，每一部分50題，必須在一天內完成。第一階段的試題一般來說是測驗考生解讀圖表的能力，以及如何將基本醫學知識應用到臨床問題上。第一部的測驗費用是810美金。考生必須擁有醫學畢業文憑或至少在醫學院內完成兩年醫學教育。

## 科目
所考的科目包括：
- 基本理論
- 解剖學
- 行為科學
- 生物化學
- 微生物學
- 病理學
- 藥理學
- 生理學
- 營養
- 遺傳
- 老化
- 美國保健制度

## 專科間的競爭
在美國，這項考試的分數非常具有競爭性且對任何一位想要在美國當醫生的人非常重要，主要原因在於幾乎所有的醫院都以此考試作為入取住院醫生的其中一個主要標準，對於一些競爭非常激烈的專科，有的甚至規定只有達到某個分數以上的學生方能有機會申請，比如，皮膚科在美國是被公認的競爭最激烈的專科，欲要申請皮膚科的住院醫生一職，一般上分數都不能在230分以下。
截至2006年1月，美國競爭最激烈的專科：
最難進入的專科領域：放射腫瘤科、泌尿科、皮膚科、腦外科
非常難進入的專科領域：眼科、放射科、耳鼻喉科 (ENT)、骨科、外科、麻醉科
與上述專科相比，其他專科的競爭程度則大大的下降，可供訓練的名額也大幅增加。
較容易進入的專科：小兒科、內科、家庭醫學科、病理科、物理治療及復健科、腦內科、精神科
雖然一些專科相對容易進入，但是想要在一些被公認顶尖醫院內實習仍然很難，比如，要在哈佛醫學院附屬醫院的內科實習。

## 外部連結
- USMLE forum and resources （页面存档备份，存于）
- Test Prep for USMLE Step 1 Wikibook （页面存档备份，存于）
- Page at WikiMD （页面存档备份，存于）
- Official page
- USMLE blog  （页面存档备份，存于）
- USMLE Step 1 Forum （页面存档备份，存于）
- Advice for test takers （页面存档备份，存于）